# Secció 31
A l'univers fictici de Star Trek, la Secció 31 és una organització autònoma d'intel·ligència i defensa que duu a terme operacions encobertes per a la Federació Unida de Planetes. Creada per Ira Steven Behr per a l'episodi de Star Trek: Deep Space Nine "Inquisition", l'organització pretenia actuar com a contrapès a la representació utòpica de la Federació.
Els escenaris i personatges de la Secció 31 han aparegut en desenes d'episodis, novel·les i còmics,:551 incloent-hi la pel·lícula per a televisió del 2025, Star Trek: Section 31.

## Producció
Ira Steven Behr es va inspirar en una línia de diàleg de l'episodi de Deep Space Nine "The Maquis" pronunciada pel comandant Benjamin Sisko: "És fàcil ser un sant al paradís". Behr va dir a la referència complementària de la sèrie de 1999: "Per què la Terra és un paradís al segle XXIV? Bé, potser és perquè hi ha algú que la vigila i fa les coses desagradables en què ningú vol pensar".:551 Va expressar el seu interès per explorar com era realment la vida per a aquells que vivien el fictici segle XXIV, dient "És aquest paradís, o hi són, com va dir Harold Pinter, 'Mosteles sota la tauleta de cafè'".
El nom, Secció 31, s'explica a la història com si fos extret de la Carta de la Flota Estel·lar: Article 14, Secció 31. L'article, segons els agents, permetia prendre mesures extraordinàries en moments d'amenaça extrema. Aquestes mesures incloïen el sabotatge maliciós d'instal·lacions i tecnologia enemigues, la guerra biològica i l'assassinat preventiu.
Segons Ronald D. Moore hi va haver un debat considerable sobre l'origen de l'organització, en particular sobre com es va formar i quant de temps fa.
El dissenyador de vestuari Bob Blackman va triar els vestits de cuir negre que portaven els agents de la Secció 31 per aparèixer feixista.:53 Behr havia demanat vestits negres foscos, severs i d'aspecte hostil. A Star Trek: The Human Frontier, Michèle i Duncan Barrett expliquen que els agents de la Secció 31 que no portaven uniformes de la Flota Estel·lar ni es vestien com a ciutadans de la Federació van reforçar encara més el seu paper com a organització que no està limitada per l'ètica.

## Recepció
L'escriptor David Weddle va dir que molts fans sentien que la Secció 31 traïa el sistema de valors previst pel creador de Star Trek Gene Roddenberry, mentre que d'altres eren indiferents o intrigats. "Els fans s'endinsaven en aquestes llargues discussions ètiques i polítiques, lluitant realment amb temes com aquest, cosa que era fantàstic de veure.":56 Moore va respondre a les crítiques de traïció dient: "La idea que hi hagi un element rebel dins de la Federació que faci actes foscos fora de la cadena de comandament normal és certament provocativa."
L'actor Jeffrey Combs, que va interpretar nombrosos personatges al llarg de Star Trek, va gaudir de les aparicions de la Secció 31, dient que les històries "donen a tot un toc real."

## Personatges
Per ordre d'aparició:
- ‡ Primera aparició com a agent de la Secció 31.
- κ Pel·lícula de l'Univers Kelvin.

| Actor                      | Personatge                                  | Primera aparició | Notes |
| -------------------------- | ------------------------------------------- | --- | --- |
| Star Trek: Deep Space Nine |                                             | | |
| William Sadler             | Luther Sloan                                | "Inquisition" | - Ex-membre d'intel·ligència de la Flota Estel·lar que es va unir a la Secció 31 en algun moment abans del 2374.. |
| Star Trek: Enterprise      |                                             | | |
| Dominic Keating            | Malcolm Reed                                | - "Broken Bow" - "Affliction" ‡ | - Oficial tàctic a bord de l'Enterprise NX-01 reclutat per la Secció 31 en algun moment després de graduar-se a l’Acadèmia de la Flota Estel·lar. |
| Eric Pierpoint             | Harris                                      | "Affliction" ‡ | - Un exoficial d'intel·ligència de la Flota Estel·lar que va ordenar a Malcolm Reed que sabotegés les proves d'un atac klíngon. |
| Star Trek Into Darkness κ  |                                             | | |
| Noel Clarke                | Thomas Harewood                             | - Va destruir una instal·lació d'armes secreta l'any 2259 després que John Harrison salvés la seva filla, que estava malalta terminalment.       | - Va destruir una instal·lació d'armes secreta l'any 2259 després que John Harrison salvés la seva filla, que estava malalta terminalment. |
| Benedict Cumberbatch       | John Harrison                               | - Pseudònim de Khan Noonien Singh. - Reclutat a la Secció 31 per Alexander Marcus per ajudar en la militarització de la Flota Estel·lar el 2258. | - Pseudònim de Khan Noonien Singh. - Reclutat a la Secció 31 per Alexander Marcus per ajudar en la militarització de la Flota Estel·lar el 2258. |
| Peter Weller               | Alexander Marcus                            | - Comandant encarregat de la Flota Estel·lar fins al 2259. - Va reclutar John Harrison per ajudar en la militarització de la Flota Estel·lar.    | - Comandant encarregat de la Flota Estel·lar fins al 2259. - Va reclutar John Harrison per ajudar en la militarització de la Flota Estel·lar. |
| Star Trek: Discovery       |                                             | | |
| Shazad Latif               | Ash Tyler (humà) / Voq (Klíngon)            | - "The Vulcan Hello" - "Point of Light" ‡ | - Com a Voq, era el portador de la torxa del líder espiritual klíngon T'Kuvma. - Va ser alterat quirúrgicament per semblar humà i plantat a bord de la Plantilla:Ship com a Ash Tyler, inculcat amb la consciència (dominant) de Tyler. - Va servir breument com a portador de la torxa per a l'alt canceller L'Rell. |
| Michelle Yeoh              | Philippa Georgiou (alternativa)             | - "The Wolf Inside" - "Point of Light" ‡ | - Exemperador autocràtic de l'Imperi Terran de la realitat alternativa coneguda com l'Univers Mirall. - Transportat a la realitat principal per Michael Burnham i exiliat a Qo'noS. |
| Jayne Brook                | Katrina Cornwell                            | - "The Butcher's Knife Cares Not for the Lamb's Cry" - "The Sounds of Thunder" ‡                                                                 | - Oficial de la Flota Estel·lar amb comandament operatiu de la Secció 31. |
| Alan van Sprang            | Leland                                      | "Will You Take My Hand?" ‡ (bonus scene) | - Agent enviat per reclutar l'emperadora exiliada Philippa Georgiou. - Comandant de la NCIA-93, una nau estel·lar de la Secció 31 amb capacitat de camuflatge. |
| Alan van Sprang            | Control (intel·ligència artificial)         | "If Memory Serves" | - Intel·ligència artificial rebel desenvolupada originalment per la Secció 31 en nom de la Flota Estel·lar. - Originalment programada per dur a terme anàlisis i investigacions d'amenaces per la Flota Estel·lar. - Va coaccionar la tripulació del Discovery perquè li lliurés informació sobre intel·ligència artificial avançada. - Va ocupar el cos de Leland mitjançant algun tipus de transferència de nanotecnologia. |
| Tara Nicodemo              | Patar (vulcanià)                            | "If Memory Serves" | - Oficial de bandera de la Flota Estel·lar, amb el comandament operatiu de la Secció 31, que va ser assassinada per Control. - La seva semblança va ser utilitzada per Control per comunicar-se amb les tripulacions del Discovery i la NCIA-93, i amb l'almirall Cornwell. |
| Sonja Sohn                 | Gabrielle Burnham / Red Angel               | "The Red Angel" | - Enginyer responsable del desenvolupament de la tecnologia de viatges en el temps encarregada per la Secció 31, que depenia d'un cristall de temps quàntic robat del planeta klíngon Boreth. - Burnham va ser desplaçada en el futur després d'una incursió klíngon a les seves instal·lacions de recerca aproximadament vint o vint-i-cinc anys abans de "The Vulcan Hello".                                                |
| Star Trek: Lower Decks     |                                             | | |
| Jack Quaid                 | William Boimler (duplicat al transportador) | - "Kayshon, His Eyes Open" - "Crisis Point 2: Paradoxus" ‡                                                                                       | - Tinent de grau júnior sota William Riker que fingeix la seva mort per unir-se a la Secció 31. Més tard és ascendit a capità de la nau de classe Defiant Anaximander realitzant missions per a la Secció 31. |

## Aparicions

### Deep Space Nine(1998–99)
- "Inquisition"
- "Inter Arma Enim Silent Leges"
- "Extreme Measures"

### Enterprise(2005)
- "Affliction"
- "Divergence"
- "Demons"
- "Terra Prime"

### Discovery(2018–19)
- "Will You Take My Hand?" (Temporada 1, escena addicional)
- "Point of Light"
- "Saints of Imperfection"
- "The Sounds of Thunder"
- "Light and Shadows"
- "If Memory Serves"
- "Project Daedalus"
- "The Red Angel"
- "Perpetual Infinity"
- "Through the Valley of Shadows"
- "Such Sweet Sorrow"
- "Such Sweet Sorrow, Part 2"

### Lower Decks(2020–2024)
- "Envoys" (references to Section 31)
- "Crisis Point 2: Paradoxus"
- "Fissure Quest"

### Picard(2023)
- "Disengage" (Raffi treballa per la Section 31)
- "The Bounty" (referències a la Secció 31)

### Pel·lícules
- Star Trek Into Darkness (2013)
- Star Trek: Section 31 (2025)[21]

## Mitjans relacionats

### Novel·les
Els personatges de la Secció 31 apareixen a les novel·les següents:
| Títol                                             | Autor(s)                          | Data            | ISBN              |
| ------------------------------------------------- | --------------------------------- | --------------- | ----------------- |
| Star Trek: Deep Space Nine                        |                                   |                 |                   |
| What You Leave Behind (novel·lització)            | Diane Carey                       | juny 1999       | 0-671-03476-6     |
| Hollow Men                                        | Una McCormack                     | 26 abril 2005   | 0-7434-9151-3     |
| Star Trek: La nova generació                      |                                   |                 |                   |
| A Time to Kill                                    | David Mack                        | 27 juliol 2004  | 0-7434-9177-7     |
| A Time to Heal                                    | David Mack                        | 31 agost 2004   | 0-7434-9178-5     |
| Collateral Damage                                 | David Mack                        | 8 octubre 2019  | 978-1-9821-1358-2 |
| Star Trek: Enterprise                             |                                   |                 |                   |
| The Good That Men Do                              | Andy Mangels i Michael A. Martin  | 27 febrer 2007  | 978-0-7434-4001-1 |
| Kobayashi Maru                                    | Andy Mangels i Michael A. Martin  | 26 agost 2008   | 978-1-4165-5480-6 |
| Beneath the Raptor's Wing                         | Michael A. Martin                 | 20 octubre 2009 | 978-1-4391-0798-0 |
| To Brave the Storm                                | Michael A. Martin                 | 25 octubre 2011 | 978-1-4516-0715-4 |
| A Choice of Futures                               | Christopher L. Bennett            | 25 juny 2013    | 978-1-4767-0674-0 |
| Patterns of Interference                          | Christopher L. Bennett            | 29 agost 2017   | 978-1-5011-6570-2 |
| Star Trek: Typhon Pact                            |                                   |                 |                   |
| Zero Sum Game                                     | David Mack                        | 26 octubre 2010 | 978-1-4391-6079-4 |
| Raise the Dawn                                    | David R. George III               | 26 juny 2012    | 978-1-4516-4956-7 |
| Plagues of Night                                  | David R. George III               | 29 maig 2013    | 978-1-4516-4955-0 |
| Altres                                            |                                   |                 |                   |
| The Future Begins (Corps of Engineers, Llibre 62) | Steve Mollmann i Michael Schuster | 1 abril 2006    | 1-4165-2046-5     |
| A Ceremony of Losses (The Fall, Llibre 3)         | David Mack                        | 29 octubre 2013 | 978-1-4767-2224-5 |
| Elusive Salvation                                 | Dayton Ward                       | 26 abril 2016   | 978-1-5011-1129-7 |

#### Sèrie crossoverSection 31
Star Trek: Section 31 és una minisèrie crossover que inclou quatre novel·les temàticament relacionades de cadascuna de les sèries de televisió que s'havien emès abans del 2001, excloent Enterprise. La sèrie es va rellançar el 2014 com a part de la línia de llibres Deep Space Nine.
| No. | Títol                     | Autor(s)                                   | Data         | ISBN          |
| --- | ------------------------- | ------------------------------------------ | ------------ | ------------- |
| 1   | Rogue (La nova generació) | Andy Mangels and Michael A. Martin         | 22 maig 2001 | 0-671-77477-8 |
| 2   | (Voyager)                 | Dean Wesley Smith i Kristine Kathryn Rusch | 22 maig 2001 | 0-671-77478-6 |
| 3   | Cloak                     | S. D. Perry                                | 26 juny 2001 | 0-671-77471-9 |
| 4   | Abyss (Deep Space Nine)   | David Weddle i Jeffrey Lang                | 26 juny 2001 | 0-671-77483-2 |

#### Sèrie de rellançament deSection 31
Novel·les vinculades a les línies de llibres de rellançament de Deep Space Nine i Nova generaciò. La història continua a Collateral Damage (2019), també de David Mack.
| Títol     | Autor      | Data            | ISBN              |
| --------- | ---------- | --------------- | ----------------- |
| Disavowed | David Mack | 28 octubre 2014 | 978-1-4767-5308-9 |
| Control   | David Mack | 28 març 2017    | 978-1-5011-5170-5 |

### Novel·les gràfiques
Tots els còmics publicats per IDW Publishing.
| Col·lecció                              | Número(s)                          | Data             | ISBN              |
| --------------------------------------- | ---------------------------------- | ---------------- | ----------------- |
| The Space Between (The Next Generation) | "An Inconvenient Truth" (Part 6)   | 25 setembre 2007 | 978-1-60010-116-8 |
| Year Four: The Enterprise Experiment    | Part 5                             | 18 novembre 2008 | 978-1-60010-279-0 |
| Mission's End                           | Parts 1 – 5                        | 3 novembre 2009  | 978-1-60010-540-1 |
| Star Trek, Vol. 3                       | The Return of the Archons, Part 1  | 27 novembre 2012 | 978-1-61377-515-8 |
| Star Trek, Vol. 6                       | After Darkness, Parts 1 – 3        | 26 novembre 2013 | 978-1-61377-796-1 |
| Star Trek, Vol. 7                       | The Khitomer Conflict, Parts 1 – 4 | 1 abril 2014     | 978-1-61377-882-1 |
| Khan                                    | Parts 1, 4, and 5                  | 3 juny 2014      | 978-1-61377-895-1 |

### Star Trek Online
Star Trek Online és un videojoc de rol massiu onlin e desenvolupat per Cryptic Studios. El joc ha continuat rebent actualitzacions que s'organitzen en episodis que contenen de cinc a set missions cadascun. Totes les missions de la Secció 31 són introduïdes per Franklin Drake, un personatge creat per al joc.
| Episodi               | Missions                                              | Disponible       |
| --------------------- | ----------------------------------------------------- | ---------------- |
| "Cardassian Struggle" | Sospitós (eliminat del joc)                           | 2 febrer 2010    |
| "Specters"            | Skirmish (Missió 1)                                   | 16 octubre 2010  |
| "Specters"            | Traelus System – Satellite Repair (missió bloquejada) | 16 octubre 2010  |
| "Specters"            | Spin the Wheel (Missió 2)                             | 23 octubre 2010  |
| "Specters"            | What Lies Beneath (Missió 3)                          | 30 octubre 2010  |
| "Specters"            | Everything Old is New (Missió 4)                      | 6 novembre 2010  |
| "Specters"            | Night of the Comet (Missió 5)                         | 13 novembre 2010 |
| —                     | Hearts and Minds (missió especial)                    | 12 abril 2012    |
| "Romulan Mystery"     | Empress Sela (Missió 2)                               | 29 gener 2015    |